# Vaspourakan

Le royaume de Vaspourakan, 908-1021.

Le Vaspourakan (en arménien : Վասպուրական, « pays noble » ou « pays des princes ») est une province de l'Arménie historique centrée sur le lac de Van. Pendant la majeure partie de son histoire, elle a été gouvernée par la famille des Arçrouni en tant que principauté, puis comme royaume. Son étendue maximale couvre les territoires entre le lac de Van et le lac d'Ourmia (908). Le Vaspourakan n'a pas de capitale fixe, la cour suivant le souverain de lieu en lieu (Van, Ostan/Vostan (aujourd'hui Gevaş), etc.).

## Histoire
Le Vaspourakan devient un royaume en 908, lorsque l'émir Yousouf d'Azerbaïdjan accorde la dignité royale à Gagik Arçrouni pour contrer le roi Smbat Ier Nahadak d'Arménie. Ce royaume d'Arménie méridionale subsiste jusqu'en 1021/1022, date à laquelle le roi Sénéqérim-Hovhannès abdique en faveur de l'empereur byzantin Basile II. Vers 1050, le Vaspourakan forme une province byzantine avec le Taron.
En 1915, le Vaspourakan devint brièvement une province libre. Ses territoires sont aujourd'hui situés pour la plupart en Turquie orientale.

## Liste des souverains
Les princes puis rois de Vaspourakan sont les suivants.

### Princes de Vaspourakan
- 772-785 : Hamazasp Ier, nakharar ;
- 785- ? : Mérouzhan II Arçrouni, frère du précédent ;
- ?-? : Gagik II, prince des Arçrouni, fils probable de Hamazasp Ier ;
- ?-836 : Hamazasp II, prince des Arçrouni (vers 790/800, † 836), fils du précédent ;
- 836-852 : Achot Ier « Aboulabas », prince du Vaspourakan, fils du précédent ;
- 852-858 : Gourgen Ier, anti-prince du Vaspourakan, cousin du précédent ;
- 858-868 : Grigor-Dérénik, prince du Vaspourakan, fils d'Achot Ier ;
- 868-874 : Achot Ier « Aboulabas », de nouveau ;
- 874-886/7 : Grigor-Dérénik, de nouveau ;
- 886/7-903 : Achot-Sargis Arçrouni, prince du Vaspourakan, fils du précédent ;
  - 886/7-888 : régence de Gagik « Aboumarvan » Arçrouni, « Aboumarvan » ;
  - 888-898 : Gagik « Aboumarvan » Arçrouni, anti-prince du Vaspourakan ;
- 903-908 : Khatchik-Gagik II Arçrouni, frère d'Achot-Sargis.

### Rois de Vaspourakan
- Gagik Ier, prince du Vaspourakan du nord-ouest (904) puis roi (908-937[7] ou 943), frère du précédent ;
- Gourgen II, prince du Vaspourakan du sud-est (904-923), frère de Sargis Achot ;
- Dérénik-Achot, roi (937[7] ou 943-959), fils de Gagik Ier ;
- Abousahl-Hamazasp, roi (959-969), frère du précédent ;
- Achot-Sahak, roi (969-991), fils du précédent ;
- Gourgen-Khatchik, roi (991-1003), frère du précédent ;
- Sénéqérim-Hovhannès, roi (1003-1021).

## Districts

Le royaume de Vaspourakan dans l'Arménie bagratide, vers l'an mil.

Le Vapousrakan est divisé en 35 districts ou cantons (gavar, գավառ), dont les noms dérivent souvent de celui des familles des nakharark locaux :
- Ṙštunik’ (Ռշտունիք) ;
- Tosp (Տոսպ) ;
- Bogunik’ (Բոգունիք) ;
- Arčišakovit (Արճիշակովիտ) ;
- Kułanovit (Կուղանովիտ) ;
- Ałiovit ? ;
- Gaṙni (Գառնի) ;
- Aṙberani (Առբերանի) ;
- Bužunik’ (Բուժունիք) ;
- Aṙnoyotn (Առնոյոտն) ;
- Anjewac’ik’ (Անձևացիք) ;
- Trp’atunik’ (Տրպատունիք) ;
- Eruandunik’ (Երվանդունիք) ;
- [Bun Mardastan]
- Mardastan / Marduc’ayk’ (Մարդաստան) ;
- Artaz (Արտազ) ;
- Akē (Ակէ) ;
- Ałbak Mec (Աղբակ Մեծ, « Grand Aghbak ») ;
- Anjaxi jor (Անձախի ձոր) ;
- T’oṙnawan (Թոռնաւան) ;
- Čuaš-ṙot (Ճուաշ-ռոտ) ;
- Krčunik’ (Կրճունիք) ;
- Mecnunik’ (Մեծնունիք) ;
- Palunik’ (Պալունիք) ;
- Gukank’ (Գուկանք) ;
- Ałand-ṙot (Աղանդ-ռոտ) ;
- Parspatunik’ (Պարսպատունիք) ;
- Artašesean / Artawanean (Արտաշիսեան / Արտաւանեան) ;
- Bak’[r]an / Marand (Բաքան) ;
- Gabit’ean (Գաբեթեան) ;
- Gazrikean (Գազրիկան) ;
- Taygrean / Tankriayn (Տայգրեան) ;
- Varažnunik’ (Վարաժնունիք) ;
- Gołt’n (Գողթն) ;
- Naxčawan (Նախճաւան).